# Schizochilus calcaratus
Schizochilus calcaratus är en orkidéart som beskrevs av Phillip James Cribb och La Croix. Schizochilus calcaratus ingår i släktet Schizochilus och familjen orkidéer. Inga underarter finns listade i Catalogue of Life.